# Феррари, Энцо
Э́нцо Ансе́льмо Джузе́ппе Мари́я Ферра́ри (итал. Enzo Anselmo Giuseppe Maria Ferrari, МФА: [ˈɛntso anˈsɛlmo ferˈraːri]; 18 февраля 1898, Модена, Италия — 14 августа 1988, Маранелло, Италия) — итальянский конструктор, предприниматель и автогонщик. Основатель автомобилестроительной компании «Феррари» и одноимённой автогоночной команды.

## Биография
Энцо Феррари родился в Модене, Италия, по его собственным словам — 18 февраля 1898 года. В свидетельстве о рождении Энцо Феррари говорится, что он родился 20 февраля 1898 года в Модене, а регистрация рождения состоялась 24 февраля 1898 года, поскольку сильная метель помешала его отцу сообщить о рождении в местное бюро регистрации актов гражданского состояния. Отца Энцо звали Альфредо Феррари, а мать — Адальгиза Бисбини. У них было двое детей — Энцо и его старший брат Альфредо, названный в честь отца. Его отец был сыном бакалейщика из Карпи и в семейном доме основал мастерскую по изготовлению металлических деталей. Энцо вырос с небольшим образованием. В детстве он мечтал стать оперным певцом или спортивным журналистом. В возрасте 10 лет отец отвёл его на гоночные соревнования 1908 года в Болонье, и победа Фелиса Нацаро вдохновила его стать гонщиком. Во время Первой мировой войны он служил в 3-м горном артиллерийском полку итальянской армии. В 1916 году его отец и старший брат умерли в результате широко распространённой вспышки итальянского гриппа. По другой информации брат погиб на фронте. Сам Феррари в 1918 году тяжело заболел во время эпидемии испанского гриппа и был отстранён от службы.
После демобилизации и краха бизнеса семьи, Энцо начал искать работу в автомобильной промышленности. Он пробовал устроиться в компанию Fiat в Турине, на что получил отказ и в итоге устроился водителем-испытателем на завод C.M.N. (Costruzioni Meccaniche Nazionali) в Милане, который переоборудовал подержанные кузова грузовиков в небольшие легковые автомобили. Позже он был повышен до гонщика и дебютировал в 1919 году в Парма-Поджо-ди-Берчето, где занял четвёртое место за рулём 2,3-литрового 4-цилиндрового C.M.N. 15/20. 23 ноября он участвовал в гонке Тарга Флорио, но был вынужден сойти после того, как в топливном баке его автомобиля возникла утечка топлива. 
В 1920 году Энцо пришёл в гоночный отдел компании Альфа-Ромео в качестве водителя. В 1924 году Феррари выиграл Coppa Acerbo в Пескаре, после чего Альфа Ромео предложила ему участвовать в гораздо более престижных соревнованиях. Глубоко потрясённый смертью Антонио Аскари в 1925 году, Феррари, по его собственным признаниям, продолжал гонки наполовину беззаботно. После рождения сына Дино в 1932 году Феррари решил уйти из гонок и сосредоточиться на управлении и развитии заводских гоночных автомобилей Alfa, создав в 1929 году гоночную команду, включая Джузеппе Кампари и Тацио Нуволари — Scuderia Ferrari («Конюшня Феррари»). Выступая в качестве гоночного подразделения Alfa Romeo, команда добилась больших успехов благодаря отличным автомобилям, например, Alfa Romeo P3 и таким талантливым гонщикам, как Нуволари.
В этот период на автомобилях его команды стала появляться гоночная эмблема с лошадью. По версии, рассказанной самим Феррари, при знакомстве с графиней Паолой Баракка — матерью знаменитого Франческо Баракка, главного лётчика-аса Италии — она предложила ему использовать в качестве эмблемы вздыбившегося коня, придуманного её сыном, в память о нём. Её Феррари стал использовать только через девять лет. По другой версии эмблема была взята с немецкого самолёта, который был сбит Франческо; конь — символ Штутгарта, откуда был сбитый лётчик.
Альфа Ромео согласились сотрудничать с гоночной командой Феррари до 1933 года, после, финансовые трудности заставили её отказаться от поддержки — решение впоследствии было отменено благодаря вмешательству Pirelli. Несмотря на качество водителей Скудерии, команда боролась с Auto Union и Mercedes. Хотя немецкие производители доминировали в ту эпоху, команда Ferrari одержала заметную победу в 1935 году, когда Тацио Нуволари обыграл Рудольфа Караччола и Бернда Роземайера на Гран-при Германии.
В 1937 году Скудерия Феррари была распущена, и Энцо стал главой гоночной команды Альфа Ромео — Alfa Corse. Альфа-Ромео решила восстановить полный контроль над своим гоночным подразделением, сохранив за собой пост спортивного директора Ferrari. После разногласий с управляющим директором Альфа Ромео Уго Гоббато, Феррари ушёл в 1939 году и основал компанию Auto-Avio Costruzioni, поставляющую запчасти для других гоночных команд. Первым автомобилем произведённым под именем Феррари стал Ferrari 125. Хотя оговорка в контракте ограничивала его право на участие в гонках и проектирование автомобилей в течение четырёх лет, Феррари удалось изготовить два автомобиля для Тысячи миль в 1940 г., которыми управляли Альберто Аскари и Лотарио Рангони. С началом Второй мировой войны в 1940 году фабрика Феррари была вынуждена начать военное производство для фашистского правительства Муссолини. После бомбардировки фабрики союзниками, Ferrari перебрался из Модены в Маранелло. По окончании конфликта, Энцо решил начать производство автомобилей, носящих его имя, и в 1947 году основал Ferrari S.p.A.. Первой моделью компании стала 125 GT, за которой последовали 125S, 159S и 166.
Энцо решил сразиться с доминирующим тогда Альфа-Ромео и участвовать в гонке со своей командой. Дебют команды состоялся в Турине в 1948 году, а первая победа пришла позже в Лаго ди Гарда. Первая же крупная победа пришла в 1949 году в гонке 24 часа Ле-Мана на Ferrari 166М под управлением Луиджи Чинетти и Питера Митчелла-Томсона. В 1950 году Ferrari записалась в только что открывшийся чемпионат мира Формулы-1 и с тех пор Феррари является единственной командой, которая постоянно присутствует на чемпионате с момента его проведения. В 1951 году Хосе-Фройлан Гонсалес выиграл Гран-при в Сильверстоуне. Говорят, что Энцо плакал, как младенец, когда его команда победила могущественную Альфетту 159. Дважды, в 1952 и 1953 годах, Альберто Аскари на Ferrari 500, выигрывал чемпионат мира. В 1952 году Феррари предпринял свою единственную попытку на 500 миль Индианаполиса, но из-за повреждения колеса Аскари сошёл после 40 кругов и занял в итоге 31-е место. К 1954 году Феррари выпустил 200 дорожных машин и 250 гоночных. Начиная с модели 250 GT Феррари начал сотрудничать с производителем кузовов — Pininfarina. Для финансирования своих гоночных начинаний в Формуле-1, а также на других соревнованиях, таких как Mille Miglia и 24 часа Ле-Мана, компания начала продавать спортивные автомобили.

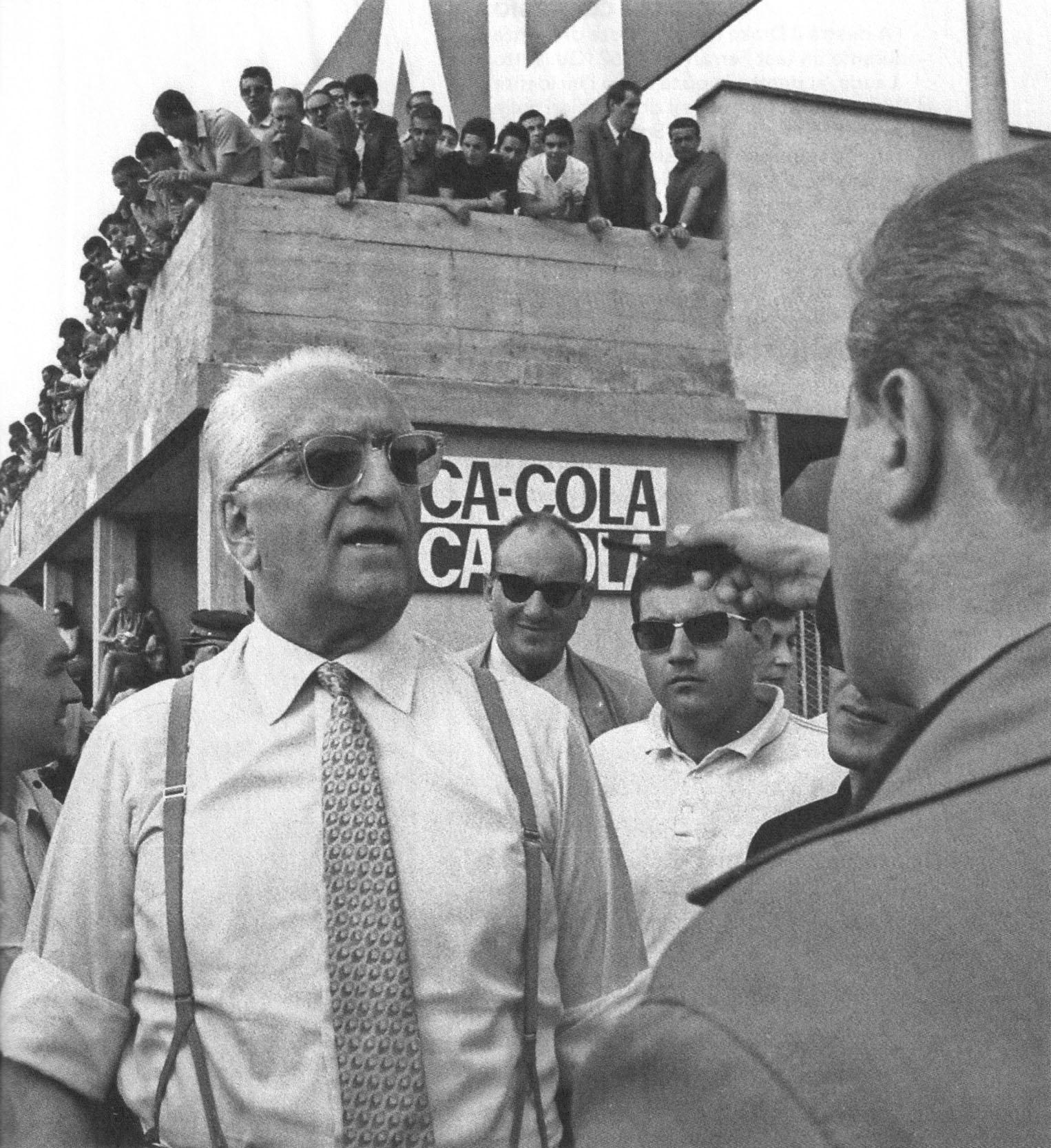
Энцо Феррари беседует с журналистами во время уик-энда Гран-при Италии (1967)

Решение Феррари продолжить гонки на Mille Miglia принесло компании новые победы и значительно повысило общественное признание. Однако большие скорости, плохие дороги и отсутствие защиты зрителей в конечном итоге привели к катастрофе как для гонки, так и для Ferrari. В 1957 году на соревновании Mille Miglia, недалеко от города Гвидисоло, Альфонсо де Портаго, на 4,0-литровом Ferrari 335S развил скорость 250 км/ч после чего у него взорвалась шина и он врезался в толпу: де Портаго, второй водитель и девять зрителей, пять из которых были детьми погибли. После этого случая Тысячу Миль решили закрыть. В ответ Энцо Феррари и Englebert, производитель шин, были обвинены в непредумышленном убийстве. Длительное уголовное преследование было окончательно прекращено только в 1961 году. .
Глубоко недовольный тем, как итальянская пресса освещала автомобильный спорт, Феррари в 1961 году поддержал решение болонского издательства Luciano Conti о создании нового издания Autosprint. Сам Феррари регулярно работал в журнале в течение нескольких лет.
Многие из величайших побед Феррари пришлись на Ле-Ман (9 побед, в том числе 6 побед подряд в 1960—1965 годах) и Формулу-1 в 1950-х и 1960-х годах, с успехами одержаными Хуаном Мануэлем Фанхио (1956), Майком Хоторном (1958) и Филом Хиллом (1961).
Летом 1962 года к Феррари приехал производитель тракторов Ферруччо Ламборгини, на своём Ferrari 365 GT, указал Энцо на недостатки его авто, на что Энцо взбесился и прогнал Ферруччо, после чего уязвленный Ламборгини начал производить спортивные автомобили. Вскоре он начал переманивать к себе опытных инженеров Феррари.
В 1966 году Энцо придумал марку для новых автомобилей — Dino — по имени своего сына — Альфредо (или ласково Альфредино, сокращённо Дино). Под этой маркой вышли такие модели как Dino 156 F2, Dino 206 GT, Dino 308 GT4.
Энцо Феррари умер 14 августа 1988 года в Маранелло в возрасте 90 лет. Сообщение о его смерти было опубликовано лишь через два дня — это было сделано по просьбе Энцо, чтобы компенсировать несвоевременную регистрацию его рождения. Он был свидетелем запуска Ferrari F40, одного из величайших автомобилей на тот момент, незадолго до своей смерти, который был посвящён его достижениям. В 2002 году был запущен первый автомобиль, названный в его честь, под названием Ferrari Enzo.

## Личная жизнь
Энцо Феррари прожил скромную жизнь и редко давал интервью. Он провёл почти всю жизнь в Модене и Маранелло, за исключением тех случаев, когда проходил ежегодный Гран-при Италии в Монце, недалеко от Милана, или когда в 1982 году он совершил поездку в Париж для достижения компромисса между враждующими сторонами FISA и FOCA. Он никогда не летал на самолёте, не ездил в Рим и не ездил на лифте.
28 апреля 1923 года Энцо женился на Лауре Доминике Гарелло, и они оставались в браке до её смерти. У них был один сын, Альфредо (Дино), родившийся в 1932 году, его воспитывали как наследника Энцо, но он страдал от болезни и в 1956 году умер от мышечной дистрофии. В 1945 году у Энцо появился второй сын, Пьеро, который родился у любовницы Энцо, Лины Ларди. Поскольку до 1975 года развод в Италии был незаконным, Пьеро мог быть признан сыном Энцо только после смерти Лауры в 1978 году. В настоящее время Пьеро является вице-президентом компании Ferrari, владеющим 10 % акций.

## Награды и премии
- рыцарь Ордена Короны Италии (1924);
- офицер Ордена короны Италии (1925);
- командор Ордена короны Италии (1927);
- Орден «За заслуги в труде» (1952)[24];
- почетная степень в области машиностроения (Болонский университет, 1960);
- премия Хаммаршёльда (премия ООН по общественным наукам, 1962);
- премия Колумба (Международный институт связи, 1965);
- Медаль «За вклад в развитие культуры и искусства» (1970)[25];
- Золотая звезда за спортивные заслуги (1972)[26];
- рыцарь Ордена «За заслуги перед Итальянской Республикой» (1979)[25];
- премия де Гаспери (1987)[27][неавторитетный источник];
- Почетный доктор физики (Университет Модены и Реджо-Эмилия, 1988);
- Международный зал славы автоспорта (1994)[28];
- Автомобильный зал славы (2000)[29];

## Память
В 2003 году вышел биографический телефильм о жизни Энцо Феррари — «Феррари».
В биографической драме «Ford против Ferrari», вышедшей на экраны в 2019 году, роль Энцо сыграл итальянский актёр Ремо Джироне.
В 2022 году состоялся выход биографического фильма «Ламборгини: Человек-легенда», в котором также появился персонаж Энцо Феррари, его сыграл Гэбриэл Бирн.
В 2023 году на русском языке издана автобиография Энцо Феррари — «Мои ужасные радости. История моей жизни».
В 2023 года вышел биографический фильм «Феррари» режиссёра Майкла Манна. Роль Энцо исполнил актёр Адам Драйвер.